# Майський (Каргапольський район)
Ма́йський (рос. Майский) — селище у складі Каргапольського району Курганської області, Росія. Адміністративний центр Майської сільської ради.
Населення — 883 особи (2010, 878 у 2002).
Національний склад населення станом на 2002 рік: росіяни — 97 %.

## Відомі люди
- Долженкова Євдокія Петрівна — Герой Соціалістичної Праці.